# Csokonyavisonta
Csokonyavisonta is een plaats (község) en gemeente in het Hongaarse comitaat Somogy. Csokonyavisonta telt 1787 inwoners (2001).